# Svenska Celiakiförbundet
Svenska Celiakiförbundet, (SCF) är en medlemsorganisation för personer som är inte tål gluten eller laktos. Förbundet bildades 1975 och har idag cirka 19 000 medlemmar. Organisationen leds av en förbundsstyrelse och fyra anställda kanslimedarbetare på kontoret på Södermalm i Stockholm. Förbundet är medlem i Funktionsrätt Sverige.
Medlemstidningen CeliakiForum kommer ut 4 gånger per år. Chefredaktör sedan 2014 är medicinjournalisten Jenny Ryltenius.

## Ungdomsförbundet
Svenska Celiakiungdomsförbundet, (SCUF) är en handikapporganisation för barn och ungdomar som inte tål gluten eller laktos.
Ungdomsförbundet har fått förfogandet över de fyra sista sidorna i moderförbundets tidning Bulletinen.
SCUF består av cirka 7 400 medlemmar 0 till 35 år gamla och är därmed Sveriges största ungdomsförbund för funktionsnedsatta. Ungdomsförbundet, precis som moderförbundet, bedriver sin verksamhet med hjälp av en förbundsstyrelse och anställda kanslimedarbetare i Solna.

### Regionerna
Beroende på var i landet man bor så tillhör man en av sex regioner.
Regionerna är följande:
- Norr (Västernorrland, Gävleborg, Jämtland, Norrbotten och Västerbotten)
- DÖW (Örebro, Värmland, Västmanland och Dalarna)
- SBV (Södermanland, Uppland och Gotland)
- Syd (Skåne, Blekinge och Kronoberg)
- Öst (Östergötland, Jönköping och Kalmar län)
- Väst (Västergötöand, Halland, Dalsland och Bohuslän)

Svenska Celiakiungdomsförbundet anordnar både regionala och nationella aktiviteter, håller utbildningar, läger och träffar för sina medlemmarna.

### Kakmonstret
Kakmonstret är SCUF:s maskot. Han kommer från planeten Gluton där all mat innehåller gluten. Även Kakmonstret är glutenintolerant och därför var han tvungen att flytta till jorden. Just nu vilar han upp sig efter sin långa Kakmonsterturné på SCUF:s kansli i Solna där han sitter och äter glutenfria kakor varje dag.